# Aglione della Chiana
L'aglione della Chiana è un ortaggio simile all'aglio coltivato nella zona della val di Chiana, tra le province di Arezzo, e Siena, e in parte nelle province di Perugia e Terni, e cresce naturalmente anche sulla costa grossetana. 
Si tratta in realtà di una varietà di porro che, dopo un periodo di declino in cui non veniva più coltivata, è stata riscoperta a partire dagli anni 90.

## Caratteristiche

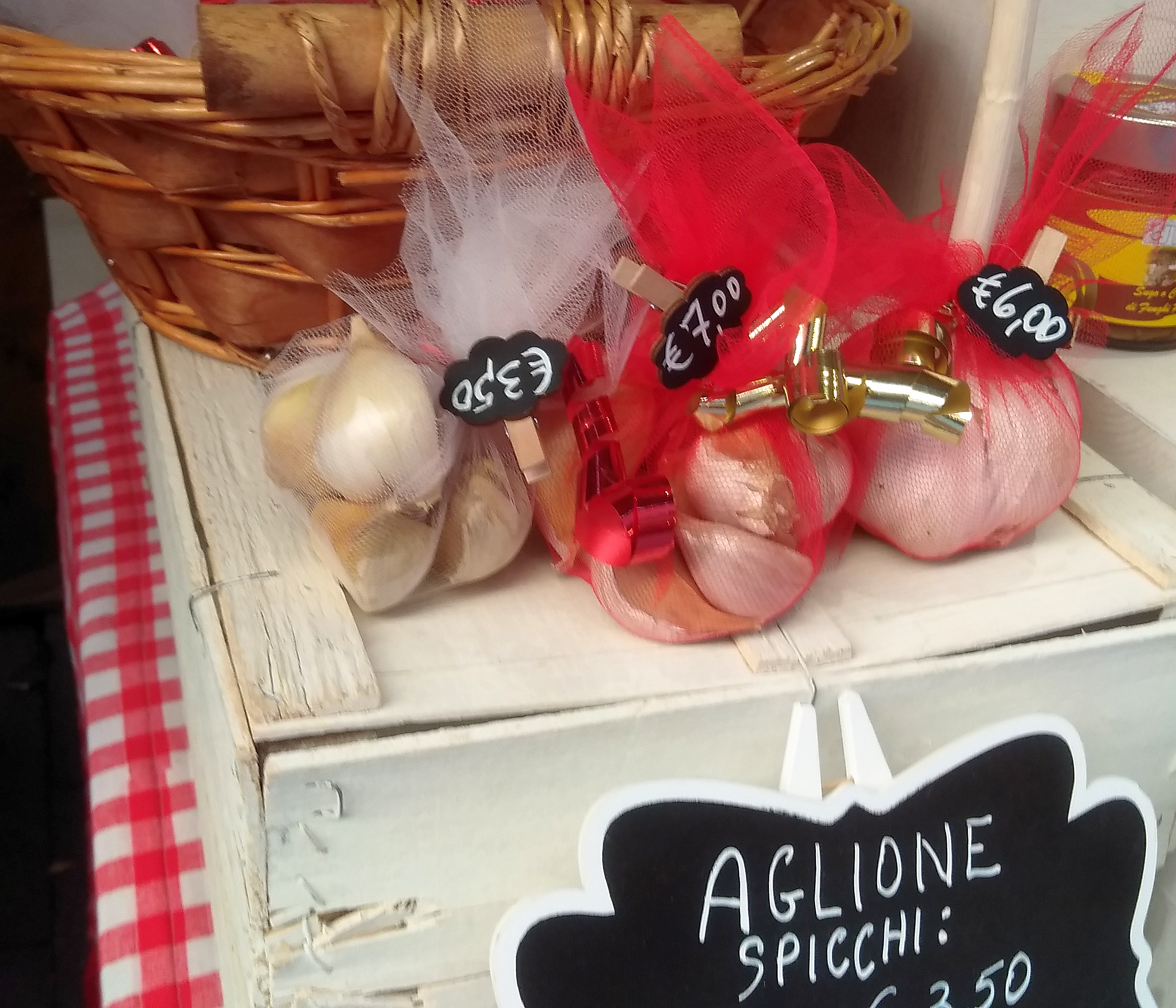
Aglione in confezione regalo (mercatino di Natale a Montepulciano)

Il prodotto agricolo Aglione (Allium ampeloprasum var. Holmense) deve corrispondere alle caratteristiche di un Disciplinare di Produzione redatto in data 2 aprile 2017. È una pianta orticola con bulbi di colore bianco-avorio senza striature di altri colori, di forma regolare e compatta, leggermente appiattita nel punto di inserimento dell’apparato radicale. Il bulbo deve essere di forma rotondeggiante ed esente da fitopatologie. Il bulbo è costituito da un numero di spicchi variabile tra due e sei, che risultano tra loro uniti in maniera compatta e con caratteristica curvatura della parte esterna.
Rispetto agli altri tipi di aglio è molto più grande di dimensioni; il peso varia dai 200 grammi del tipo "piccolo" fino agli oltre 600 grammi del tipo "gigante", mentre il diametro può variare dai 6 ai 9–10 cm.
Pur mantenendo tutte le proprietà degli altri tipi di aglio, ha un aroma più delicato.
Un'altra particolare caratteristica di questo tipo di aglio, che gli ha fatto guadagnare anche il nome di "aglio del bacio" o "aglio degli innamorati", è che una volta mangiato non dà effetti spiacevoli all'alito.
La semina avviene tra la seconda metà di ottobre e la prima metà di novembre mettendo a dimora i singoli spicchi con il capo rivolto verso l’alto ad una distanza regolare. La raccolta avviene in estate e il prodotto va conservato in luogo asciutto, ben ventilato e in ombra al riparo dai raggi solari.

## Utilizzo
L'aglione viene usato principalmente nella tipica ricetta locale dei pici all'aglione. Viene utilizzato inoltre come condimento assieme all'olio nella classica bruschetta.
Un utilizzo particolare viene fatto dello stelo del fiore, che viene tagliato così che i bulbi si possano ingrossare. Per non sprecare questi steli vengono fatti cuocere in acqua, aceto e sale e poi messi sott'olio e consumati col nome di "Talli di aglione" per aggiungerli ad esempio alla frittata o come condimento della pasta.